# Sisó blau
El sisó blau(Eupodotis caerulescens) és una espècie de gran ocell de la família dels otídids (Otididae) que habita praderies de la zona oriental de Sud-àfrica.